# Novonigidius fujitai
Novonigidius fujitai es una especie de coleóptero de la familia Lucanidae.

## Distribución geográfica
Habita en Borneo.